# Samegawa
Samegawa (鮫川村?) è un villaggio giapponese della prefettura di Fukushima.